# Силос (ёмкость)

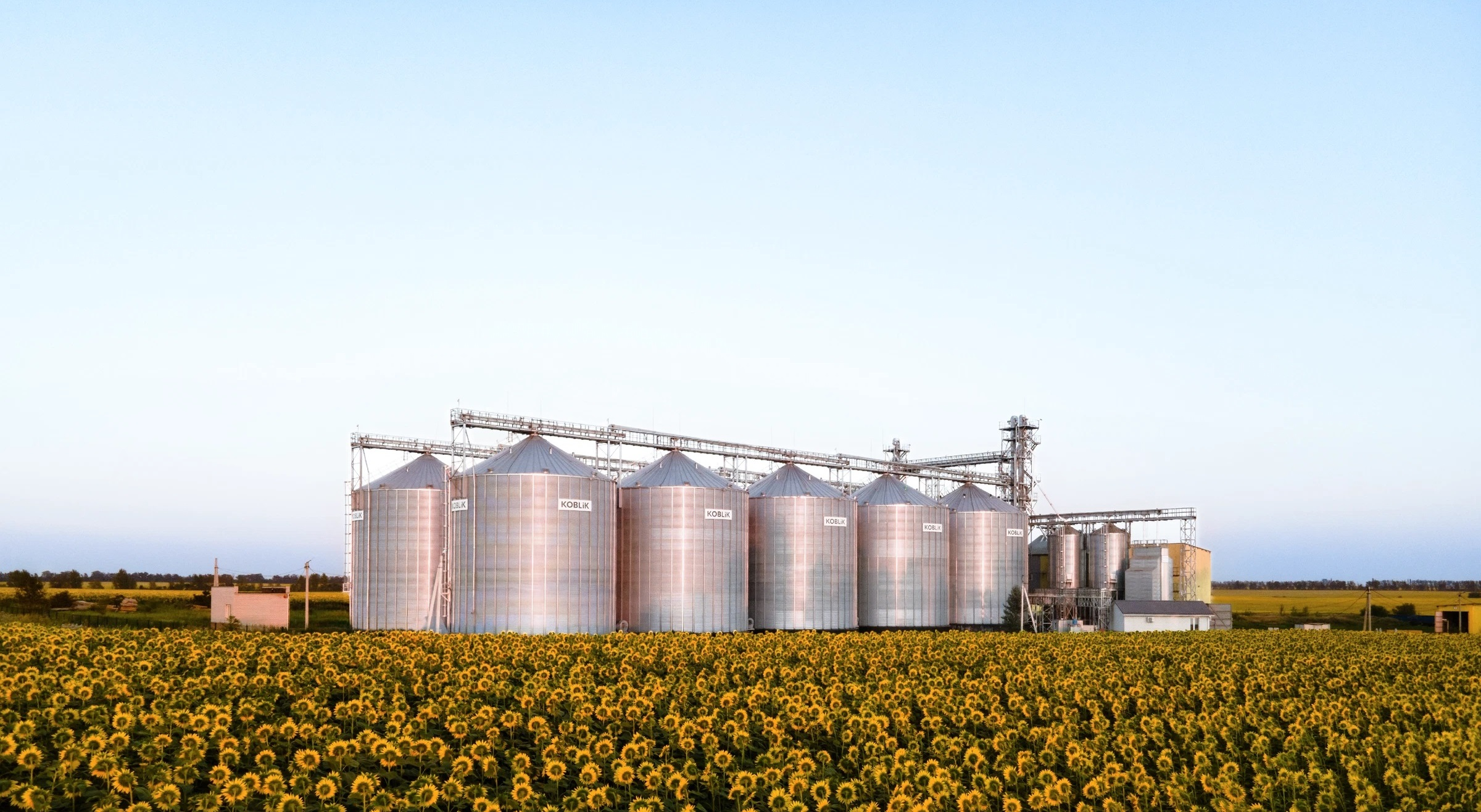
Силосы плоскодонные, Новая Усмань, Россия

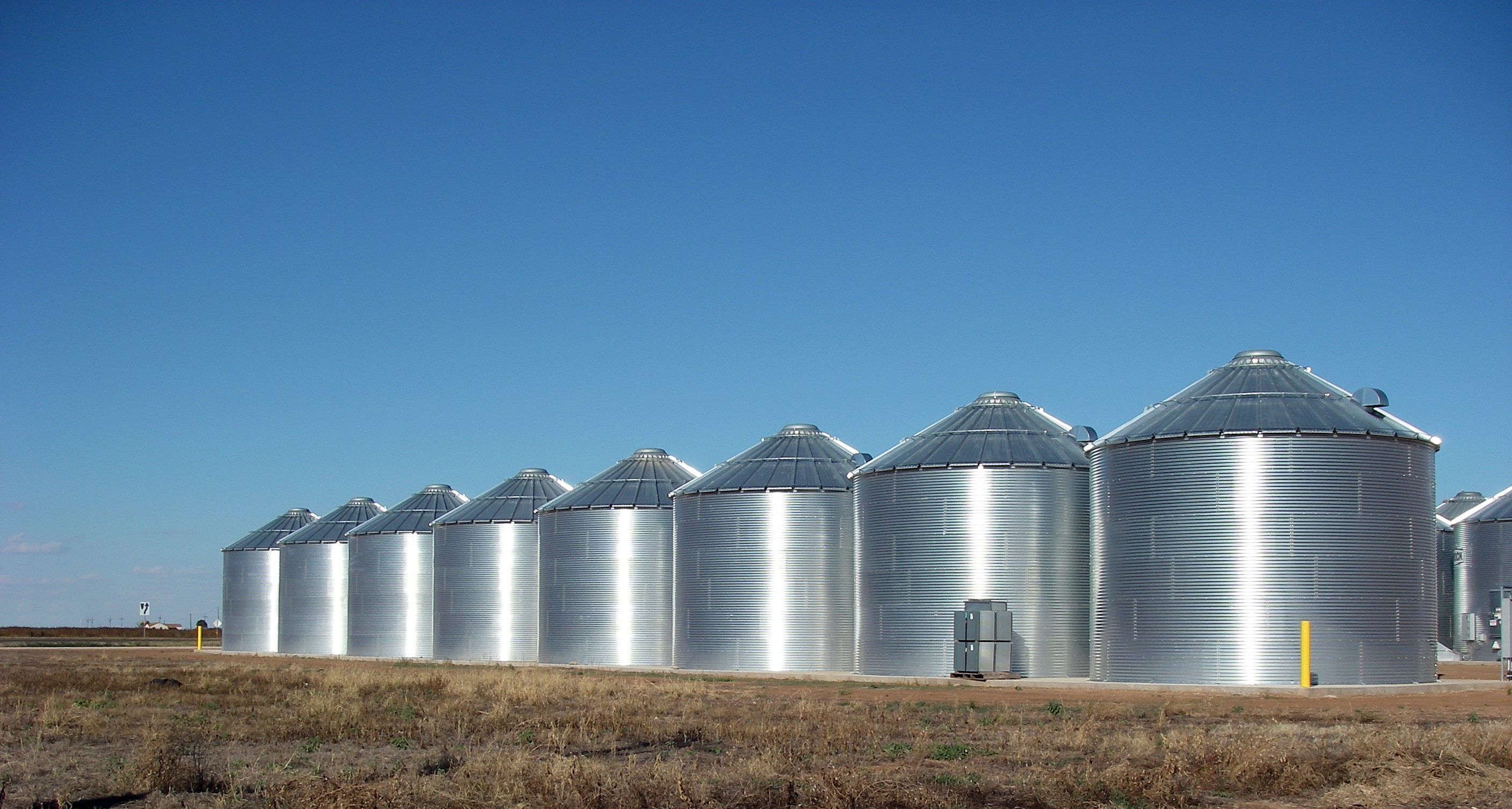
Стальные зерновые силосы в Раллсе (Техас)

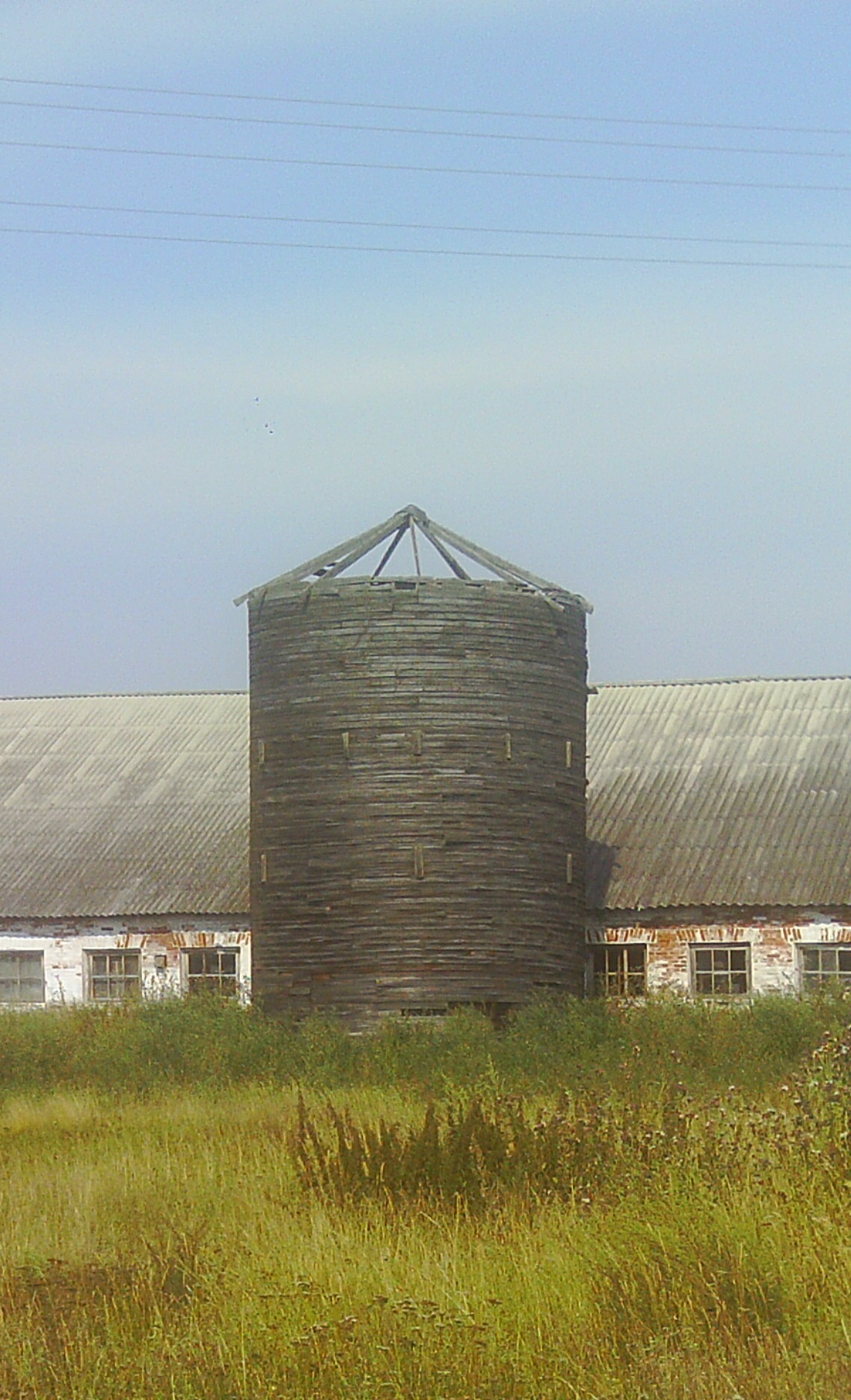
Деревянный силос животноводческой фермы (деревня Слуды Вологодской области)

Си́лос — склад для хранения сыпучих материалов — таких, как цемент, песок, зерно, комбикорм, гранулы и тому подобных.
Силос представляет собой ёмкость цилиндрической формы с плоским или коническим днищем.
За счёт вертикального расположения силоса достигается значительная экономия площади, несмотря на внушительные объёмы сберегаемого сырья. Не менее значимым преимуществом силоса перед обычными складами является обеспечение повышенного уровня защищённости хранимого сырья от воздействия внешних факторов окружающей среды (сырости, дождя, снега).
По длительности хранения материалов в силосах делятся на плоскодонные и конические.
Силосы с плоским дном предназначены для длительного хранения всех видов зерновых колосовых, зернобобовых, крупяных культур, кукурузы, рапса с влажностью до 14 % (рапса до 9 %) и засоренностью до 3 %.
Силосы с конусным дном используются для временного хранения зерна, семян либо комбикорма. Силосы с конусным дном используются на различных предприятиях: птицефабриках, мельницах, кормовых заводах, а также используются для погрузки зерна в авто- или железнодорожный транспорт.

## Литература

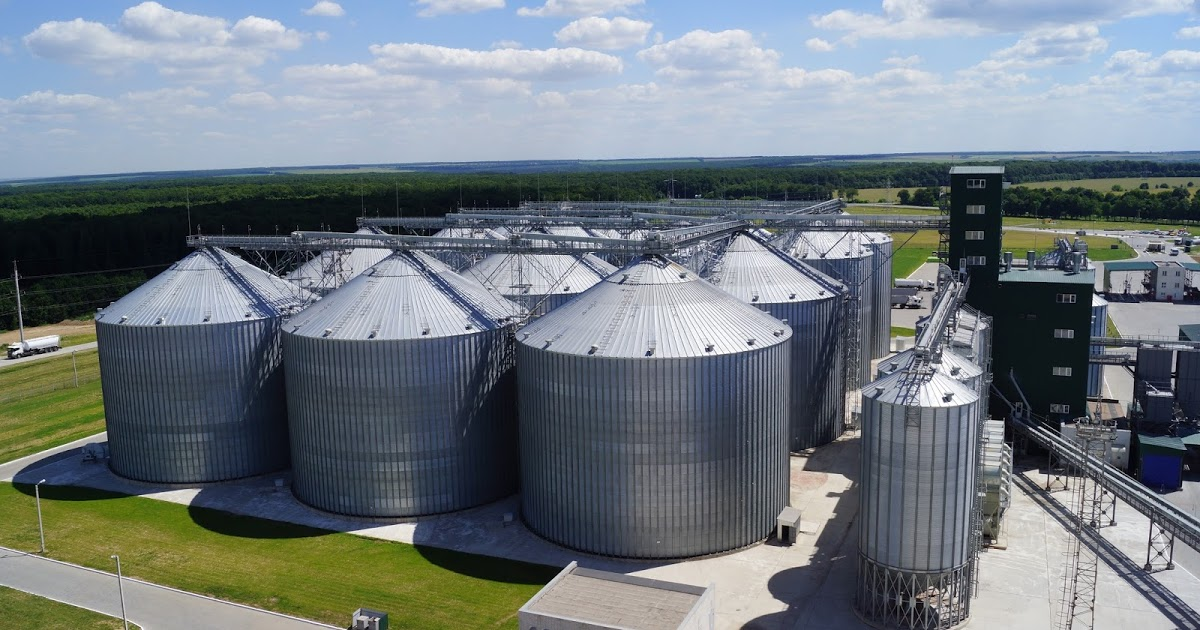
Силосы в составе производственного элеватора (Испания)